# Libero Gualtieri
Libero Gualtieri (Cesena, 28 settembre 1923 – Roma, 15 febbraio 1999) è stato un politico e partigiano italiano.

## Biografia
Prese parte alla Resistenza partigiana e, al termine della seconda guerra mondiale, entrò nel Partito d'Azione per poi schierarsi (1948) con il Partito Repubblicano assieme ad amici come Oddo Biasini e Osvaldo Abbondanza. Diventò dirigente nazionale del partito dopo l'ascesa alla segreteria di Ugo La Malfa.
Consigliere regionale in Emilia-Romagna con il PRI dal 1970 al 1979, venne eletto senatore proprio nel 1979 e successivamente fu capogruppo dei repubblicani a Palazzo Madama.
Durante la X Legislatura fu presidente della Commissione stragi ed in questa veste partecipò alla prima puntata de La notte della Repubblica, la celebre trasmissione condotta da Sergio Zavoli. Membro della segreteria nazionale del PRI fino al 1992, dopo il passaggio dalla Prima alla Seconda Repubblica si schiera con il centrosinistra e forma il gruppo parlamentare della Sinistra Democratica.
Confermato al Senato sino alla morte, aderisce ai Democratici di Sinistra. Muore nel 1999 a causa di un aneurisma. Verrà sostituito in carica dall'eletto nell'elezioni politiche suppletive in Italia del 1999, Andrea Manzella.

## Le dichiarazioni sulla "banda della Uno bianca"
In occasione dell'omicidio di Graziano Mirri, benzinaio e padre di un poliziotto, per primo denunciò la probabile implicazione di apparati dello Stato nella vicenda della Banda della Uno Bianca. 
Secondo un'edizione del telegiornale andato in onda su Raitre dell'epoca: